# Norberto Oberburger
Norberto Oberburger (Merano, 1º dicembre 1960) è un ex sollevatore italiano.

## Carriera

### Sollevatore
Ha gareggiato in quattro edizioni dei Giochi olimpici. Alla sua prima partecipazione a Mosca 1980, valida anche come campionati mondiali chiuse decimo nella categoria fino a 90 kg. Quindi nell'edizione di Los Angeles 1984, complice anche il boicottaggio da parte di quasi tutti i Paesi del blocco orientale, conquistò la medaglia d'oro nella categoria fino a 110 kg, categoria in cui gareggerà fino al termine della carriera; l'Italia non conquistava un oro nel sollevamento pesi da 60 anni.
Ai Giochi di Seul 1988 si ritrovò di fronte di nuovo gli atleti dell'Europa dell'Est, conquistando comunque un sesto posto. Subito dopo fu trovato positivo a una gara provinciale e squalificato dalla Federpesistica: fece ricorso e gli fu ridotta la pena, fatto che gli consentì di partecipare alla sua quarta Olimpiade, a Barcellona 1992, dove chiuse decimo.
È stato anche campione mondiale nel 1984, mentre fu terzo l'anno successivo; a livello europeo conta invece un argento (1984) e un bronzo (1986).

### Dopo il ritiro
Al termine dell'attività agonistica è divenuto addestratore e allevatore di cani, in particolare di razza pastore tedesco, oltre ad esser divenuto allenatore in una palestra di Merano.

## Premi e riconoscimenti
- 2021 (Roma, 24 aprile) - Nominato Maestro Benemerito FIPE.[6]